# Bay Route
Bay Route (ベイ ルート) est un jeu vidéo de type run and gun développé par Sunsoft en association avec Sega distribué sur borne d'arcade en 1989.